# Illerwerk II Tannheim
Das Illerwerk II Tannheim ist einer von elf Ortsteilen der Gemeinde Tannheim im Landkreis Biberach in Oberschwaben.

## Beschreibung
Der Teilort wurde im Jahre 1923 im Rahmen des Baus der Illerkraftwerke begründet. Er liegt zwei Kilometer nordöstlich von Tannheim. Zu dem Ort gehören die Betriebsgebäude der EnBW und der Stausee Tannheim, der in den Illerkanal mündet. Die kleine Wohnanlage für die Mitarbeiter des Kraftwerkes musste einem neuen Betriebsgebäude weichen und wurde Anfang 2000 abgerissen. In unmittelbarer Nähe des Teilortes befindet sich die Kläranlage von Tannheim. Im Jahr 2013 erneuerte der Eigentümer das Einlaufbauwerk am Illerkanal beim Wehr Mooshausen. Deswegen wurde der Kanal bis zum Kraftwerk Tannheim trockengelegt.

### Bauwerke
- Illerkraftwerk Werk II (Turbinenraum, Leitstand etc.)
- Illerkanal
- Illerstausee Werk II

### Wirtschaft
Der Ort befindet sich nahezu vollständig im Besitz der EnBW, früher Zweckverband Oberschwäbische Elektrizitätswerke, die dort ein Kanalkraftwerk betreibt. Insgesamt ist der Ort ein Teil der Infrastruktur der Illerkraftwerke. Die Nennleistung von Werk II Tannheim beträgt 12,4 MW. Insgesamt sind die Illerkraftwerke in der Lage 70.000 Zweipersonenhaushalte mit Strom zu versorgen. Die ganze Anlage mit den Werken in Aitrach, Mooshausen, Tannheim, Unteropfingen und Dettingen erzeugte im Jahre 2010 225 Millionen Kilowattstunden Strom und ist damit nach den neuen Wasserkraftwerk Rheinfelden, das zweitgrößte Kraftwerk für regenerative Energie in Baden-Württemberg.